# Arenarieae
Arenarieae biljni tribus iz porodice klinčićevki. Postoje 3 priznata roda, a ime nosi po rodu Arenaria, rasprostranjenom po gotovo cijelom svijetu.

## Rodovi i broj vrsta
1. Arenaria Ruppius ex L., 175 vrsta
2. Brachystemma D.Don, 1 vrsta
3. Moehringia L., 29 vrsta